# Građanska hrabrost
Građanska hrabrost je posebna vrsta hrabrosti. To je stav, koja se oslanja na spremnost u obranu svojih vrijednosti, čak i ako to uključuje rizik visoke kazne ili drugih negativnih posljedica.
U nekim zemljama (npr. u Brazilu, Francuskoj i Njemačkoj) građanska hrabrosti zakonski se potiče, a to znači da ako se zločin počini u javnosti, javnost je dužna postupiti bilo upozoravajući vlasti ili izravnom intervencijom. Ako je kazneno djelo počinjeno u privatnom okruženju, svjedok zločina mora to prijaviti vlastima ili pokušati zaustaviti kazneno djelo.
Građanska hrabrost potiče osobe i za pokretanje nekih tema primjerice u zemljama u tranziciji. Bivši članovi komunističkih elita društva vrlo su osjetljivi na rasvjetljavanje događaja kao primjerice pokolja u Katynskoj šumi ili jugokomunističkih zločine nakon završetka Drugog svjetskog rata.

## Građanska hrabrost u povijesti
Već u starom Rimu je postojala izreka:Qui tacet, consentire videtur (Tko šuti, slaže se). 